# Amstrad GX4000
Amstrad GX4000（多簡稱為GX4000），是美國個人電腦製造商Amstrad於1990年在歐洲地區發行的8位元家用遊戲機，為雅達利家用電腦Amstrad CPC Plus系列的衍生機型。Amstrad GX4000是Amstrad僅有一次跨足電子遊戲市場的嘗試，然而因為不敵市場上其他主機的競爭很快淡出市場。

## 歷史

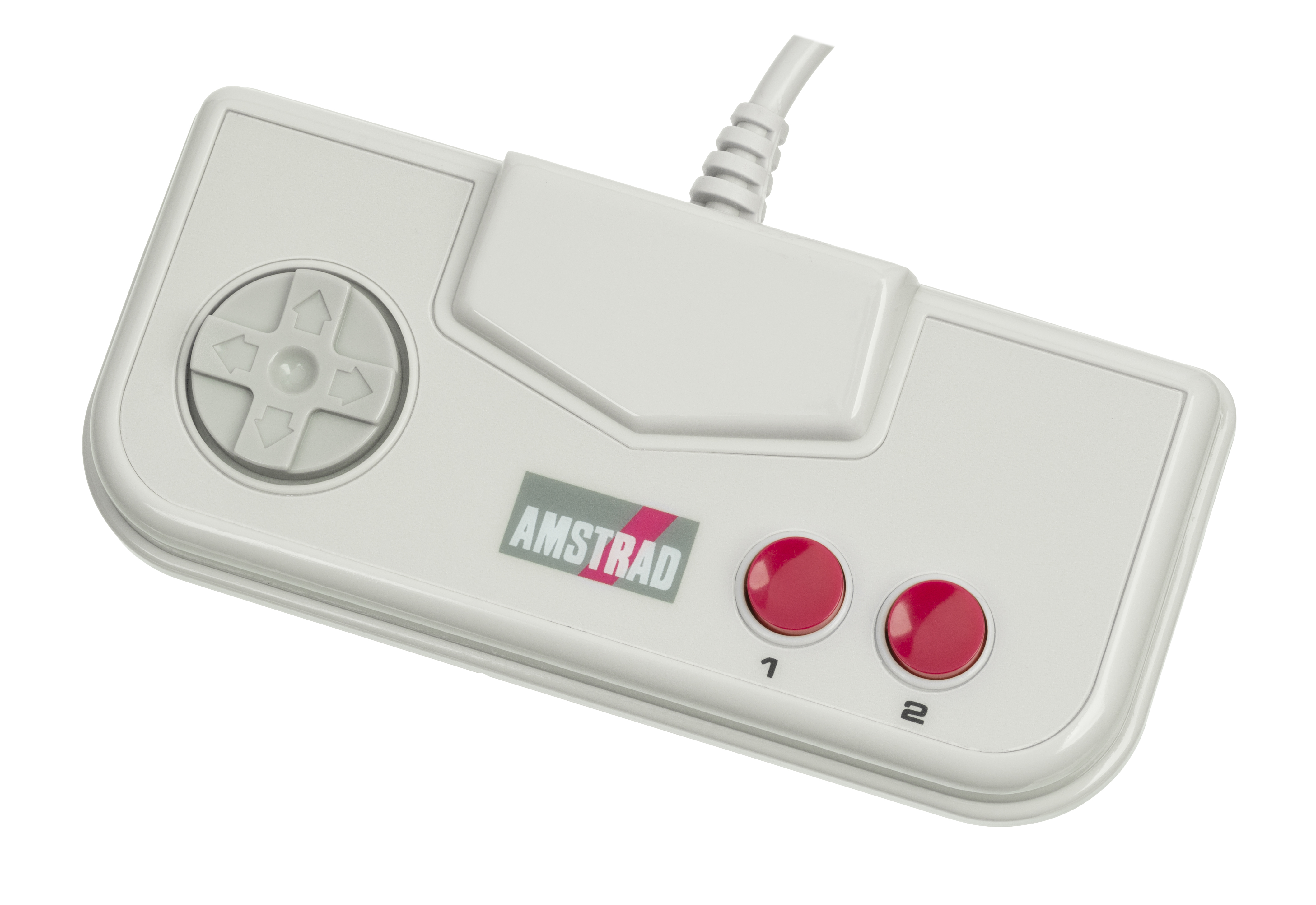
Amstrad GX4000附設的控制器

Amstrad GX4000與Amstrad 464 plus和128 plus等Amstrad開發的個人電腦於1990年8月在法國新興工業及技術中心同時亮相；一個月後，Amstrad GX4000於英國、法國、西班牙及義大利等四個國家首發，在英國首發售價為99.99英鎊、在法國首發售價為990法郎，主機與兩個控制器、電源配件及遊戲《燃燒賽車》同捆。Amstrad耗資約2000萬英鎊進行宣傳，在廣告文宣中將Amstrad GX4000定位為家用版的街機，標榜「把整套街機帶進你家！」當時媒體方面對主機的評論也是讚譽有加：《電腦與電子遊戲》認為Amstrad GX4000「是一部設計上跟技術上都十分優秀的主機，同時99英鎊的售價讓主機的銷售潛力更高了。」不過同時批評了主機的音效機能和控制器的手感。《ACE》也得出了相似的結論，表示Amstrad GX4000「擁有與PC-Engine相同的技術水準，讓其他的8位元主機競爭對手自嘆不如」。
然而在Amstrad GX4000推出時，歐洲的電子遊戲市場大部分已經由Amiga與雅達利ST等16位元家用電腦以及推出多年、遊戲陣容堅實的8位元家用電腦宰制，同時任天堂的超級任天堂及世嘉的Mega Drive等16位元電子遊戲機也已蓄勢待發。Amstrad並沒有足夠的經費與任天堂及世嘉等公司競爭，同時遊戲軟體的製造也出現問題，導致能趕得上主機首發的遊戲作品極少，許多遊戲遭到延遲甚至直接取消發售。再者，由於Amstrad GX4000相容Amstrad CPC系列平臺的大部分8位元軟體，許多GX4000遊戲事實上只是經過些許微調、甚至是直接重新包裝便上市的Amstrad CPC遊戲。這使得Amstrad GX4000平臺上充斥著視覺觀感欠佳的遊戲作品，同時消費者也基本沒有興趣花費25英鎊購買卡帶遊戲，因為既有的卡式錄音帶版本價格更加低廉及容易取得。
在激烈的市場競爭之下，Amstrad GX4000很快不敵其他對手，淡出市場。僅僅在首發數周以後，零售商店就已經開始降價促銷，至1991年7月時主機售價已經下探至29.99英鎊。
主機的設計師克里夫·勞森（Cliff Lawson）在後來的訪談中談到Amstrad GX4000的失敗時表示，Amstrad GX4000「至少在技術上硬體機能跟超級任天堂一樣強」，他並將主機失敗的主要原因歸於遊戲陣容貧乏，以及Amstrad的經費不足，導致主機無法與任天堂及世嘉等公司競爭。當問及若情況允許的話他會做什麼以讓主機更成功，他表示他會增加經費以鼓勵第三方遊戲發行商為平臺推出遊戲，同時加快軟體的製造及上市速度；他同時認為如果主機本身的硬體架構是16位元的話，或許也會對情況有正面幫助。

## 硬體

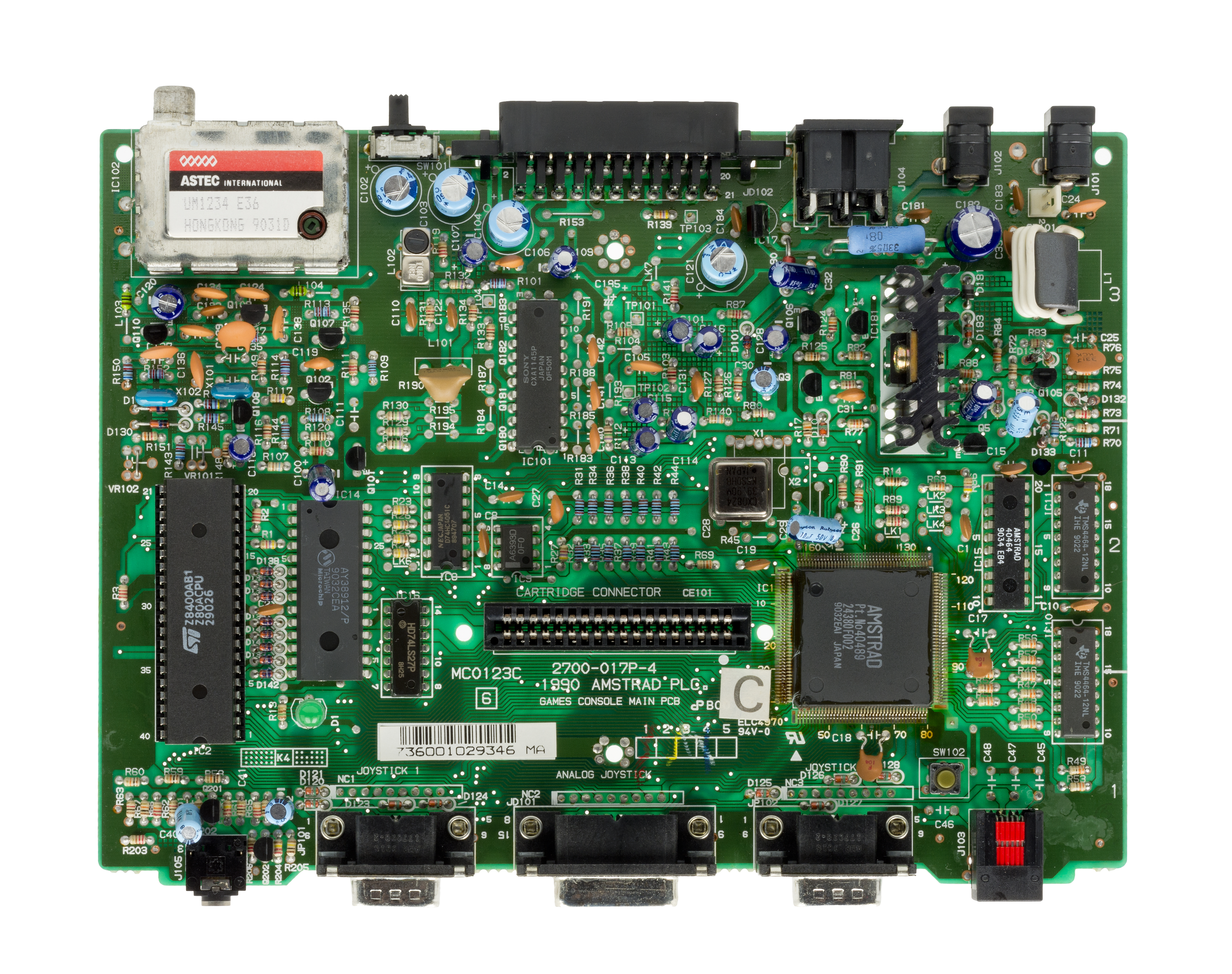
Amstrad GX4000的主機板

Amstrad GX4000的中央處理器（CPU）為Zilog製造的Zilog Z80A，頻率為4MHz，同時搭載了通用儀器AY-3-8910可程式化聲音產生器（PSG），以直接記憶體存取（DMA）的形式透過3個音訊頻道產生聲音。
Amstrad GX4000擁有約64KB（512KBit）的主記憶體、約16KB（128KBit）的視訊隨機存取記憶體（VRAM），共計約80KB（640KBit）。
Amstrad GX4000以12位元索引顏色發色，同時發色數最高為32色；預設解析度為320×200，最高可達640×200，不過這時同時發色數將降至僅2色。

## 遊戲陣容
Amstrad GX4000的遊戲陣容僅有27款，多數由Ocean Software、Titus Interactive及Loriciel等英國及法國第三方遊戲商開發，價位約25英鎊左右。

## 外部連結
- Old-computers.com （英文）
- Video Game Console Library（页面存档备份，存于） （英文）